# 소우미 요코
소우미 요코(일본어: 沢海 陽子 そうみ ようこ[*], 1962년 5월 31일 ~ )는 일본의 여성 성우. 니가타현 출신. 마우스 프로모션 소속.